# Плівка типу 135

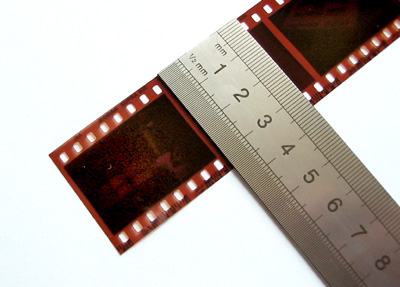
Розміри плівки

Плівка типу 135 або 35-мм фотоплівка — найпоширеніший тип фотоплівки для фотокамер. Цей стандарт (ISO-1007) був запропонований на ринку фірмою Kodak в 1934 році і являв собою призначену для фотосправи 35-мм кіноплівку (повністю збігалися розміри та перфорація), яка була стандартизована в 1925 році. До кінця 1960-х років плівка типу 135 перевершила за популярністю плівку типу 120 (яка до того моменту була найпоширенішою) і лишалась найпопулярнішою, навіть попри появу на ринку нових форматів плівки (828, 126, 110 та APS). 35-мм фотоплівка лягла в основу малоформатної фотографії.
Станом на 2012 рік плівка постачалась упакованою в металеву або пластикову касету, яка дозволяє легко заряджати камеру на світлі. Всередині касети плівка намотана на котушку. Приймальна котушка (в деяких моделях камер може мати вигляд аналогічної касети) розташовується усередині камери. З касети через обклеєну оксамитом щілину визирає невеликий, підрізаний для зручності заряджання в приймальну котушку, край плівки. Після зарядження плівки робиться або два порожніх кадри, або камера автоматично намотує на приймальну котушку певну кількість плівки. Це необхідно для пропуску засвіченої при заряджанні частини плівки.
Раніше у продажу зустрічалася плівка в рулоні стандартної довжини 1,65 м, на котушці або без неї, упакована в алюмінієву фольгу, волого- та світлозахисний папір. Цю плівку потрібно було самостійно зарядити в повній темряві в багаторазову розбірну касету. Також 35-мм плівка випускається в рулонах великої довжини, наприклад, 30 і 60 м, у металевих банках. Від такого рулону фотограф може відрізати плівки потрібного розміру.

## Історія та перспективи
Законодавцем стандартів щодо типів фотоплівок була фірма Eastman Kodak. Деякий час фірма маркувала плівки за назвами камер, для яких вони були призначені. У 1908 році Kodak перевела маркування плівок на цифрові позначення. Нумерація типів плівок була порядкова. Спочатку цифрові позначення плівок фірма застосовувала лише для внутрішніх потреб, однак, на 1913 рік цифрове позначення типів плівки потрапило на сторінки каталогів продукції.
Тип із позначенням «135» виник у 1934 році через те, що задовго до його появи, з 1916 року вже випускалася плівка типу 35. Це була 35-мм неперфорована плівка. Додавши на початок коду одиницю, зберегли впізнаваність і показали відміну від неперфорованої версії. Плівка була поміщена в касети Kodak-Retina. З тієї ж причини виникли менш поширені типи плівок 235, 335 та 435.
Сама 35-мм кіноплівка застосовувалася в фотографії і раніше: перша масова 35-мм фотокамера Leica I з'явилася на ринку в 1925 році.
До зародження цифрової фототехніки з малого формату по суті залишився лише 135-й тип плівки з форматом кадру 24 × 36 мм. Всі інші типи, включно зі системою APS (або плівка типу 240), так і не змогли витіснити плівки типу 135. Тепер ринок аматорської плівкової фототехніки наполегливо витісняє цифрова апаратура, тому поява нових або поширення інших форматів, окрім 135 є малоймовірним. У червні 2009 року в пресі з'явилося повідомлення від Джейн Гелляр, голови одного з підрозділів Eastman Kodak, про намір припинення виробництва фотоплівки «Кодахром», яка випускалася з 1942 року.

## Розміри
Розмір кадру становить 36 × 24 мм, а назва 35-міліметрової плівки походить від ширини разом з перфорованою частиною. Ширина плівки типу 135 незмінна по всій довжині, за винятком підрізаних для зручності заправляння кінців плівки. Довжина залежить від кількості кадрів та становить 722 мм для плівки на 12 кадрів, 1178 мм для 24 кадрів і 1634 мм для 36 кадрів. Кадри розташовуються широкою стороною уздовж плівки, а на кожен кадр витрачається 38 мм (36 мм сам кадр і 2 мм міжкадровий проміжок) її довжини.
Крім того, існують напівформатні камери, наприклад, фотокамера «Чайка», в якій на 135-й плівці кадри розташовувані довгою стороною поперек плівки і мають розмір 24 × 18 мм. Завдяки зменшенню площі кадру, на звичайну плівку поміщається приблизно вдвічі більше кадрів. Зустрічалися також камери з форматом кадру 24 × 32 («Весна»), 24 × 30 («ФЕД-Стерео»), 24 × 24 («Robot»), 24 × 110 («ФТ-2»), 24 × 58, 24 × 65 мм та інші.